# Petr Rajnoha
Petr Rajnoha (* 1974 ve Znojmě) je český varhaník a pedagog.
V roce 1995 po absolutoriu studia hry na varhany na brněnské konzervatoři (prof. Zdeněk Nováček), studoval v na JAMU v Brně (varhany – doc. Kamila Klugarová a cembalo – prof. Barbara Maria Willi). V letech 1996–1997 pak studoval hru na varhany v Paříži u Susan Landale. Po návratu zpět do Čech pokračoval na HAMU v Praze u Jaroslava Tůmy. V roce 2000 se ve hře na varhany zdokonaloval na stáži ve francouzském Lyonu u Jeana Boyera, účastnil se i mnoha mistrovských kurzů po celé Evropě.
Je znám jako výborný interpret varhanní hudby všech období a jako takový je také často zván na různé varhanní hudební festivaly po celé Evropě. Hru na varhany nahrává na historických nástrojích po celé České republice pro Český rozhlas a často spolupracuje s českými orchestry. V roce 2007 úspěšně zakončil své doktorské studium na AMU v Praze s tématem varhanního díla Josefa Kličky. Komplet jeho varhanních skladeb nahrál na dvě CD u vydavatelství ARTA Records. Do roku 2014 učil varhanní hru na konzervatoři v Olomouci a od roku 2014 do roku 2018 zastával funkci ředitele Církevní konzervatoře Opava.

## Ocenění
- 1996 – 1. cena v soutěži JAMU o stipendium firmy Yamaha
- 1997 – 3. cena na Mezinárodní interpretační soutěži Brno
- 1998 – finalista mezinárodní varhanní soutěže Johanna Pachelbela Norimberk
- 1999 – 3. cena na soutěži Pražské jaro, Cena za nejlepší interpretaci soudobé české skladby a Zvláštní cena vydavatelství Bärenreiter za nejlepší interpretaci z hlediska historické praxe (též v rámci Pražského jara 1999)
- 1. cena na mezinárodní soutěži Gelsenkirchen
- 2000 – 1. cena na mezinárodní soutěži Johanna Pachelbela Norimberk (Cena Johanna Pachelbela a Cena publika).